# Jan Pieter Six
Jan Pieter Six van Hillegom (Amsterdam, 6 novembre 1824 – Hilversum, 17 luglio 1899) è stato un numismatico, antiquario e collezionista d'arte olandese.

## Biografia
Jan Pieter Six era figlio di Hendrik Six (1790-1847) e di Lucretia Johanna van Winter (1785- 1845). Erano una ricca famiglia di collezionisti d'arte, che trascorrevano gli inverni ad Amsterdam, le primavere in una tenuta fuori città, e le estati in una casa di campagna a
's-Graveland.
La sua prima educazione fu condotta da un diplomatico francese, che gli trasmise l'interesse per la lettura dei poeti classici francesi e olandesi. I suoi studi superiori si sono svolti presso l'Instituut Noorthey, a Leidschendam, tra il 1838 e il 1842. Conobbe le lingue classiche e cominciò ad ammirare e studiare in particolare Plauto e Marco Terenzio Varrone, e ad acquisire libri di autori classici, di filologia e archeologia.
Tra il 1842 e il 1847, anno della morte del padre, studiò giurisprudenza all'Università di Utrecht.
Ritornò poi ad Amsterdam e continuò la sua formazione presso l'"Amsterdam Athenaeum", dove suo zio, D. J. van Lennep, lo introdusse allo studio delle antiquità e della numismatica.
Sebbene già nel 1846 avesse acquisito alcune monete antiche, dal 1848 le sue acquisizioni divennero più regolari e Six iniziò ad organizzare una collezione numismatica.

## Interesse per la storia, l'arte e l'archeologia
Jan Pieter Six si interessò di arte e storiche e collaborò a esposizioni di artisti nel 1867 e nel 1872, e a mostre archeologiche nel 1858, 1873 e 1877. Particolarmente significativa fu la sua partecipazione alla mostra del 1869 in occasione del 600º anniversario della città di Amsterdam.
Fu cofondatore della Koninklijk oudheidkundig Genootschap nel 1858 assieme a D. Van Kellen e L. M. Beels van Heemstede.
Nel 1875 fondò anche un piccolo museo d'arte con fondi in parte suoi, che col tempo divenne parte del Rijksmuseum.
Ha anche mostrato la sua preoccupazione per la conservazione dei monumenti e degli edifici storici e ha raccolto oggetti diversi come disegni, stampe, ritratti, francobolli, incunaboli, vetri, ecc., la maggior parte dei quali finirono per essere donati a musei pubblici.
Partecipò anche alla vita pubblica, come membro del consiglio provinciale tra il 1858 e il 1877.

## Numismatico
Come numismatico, il suo più grande interesse era per le monetazioni dell'antichità, a cominciare dal denario e dalle altre monete dell'Antica Roma, e dal 1848 iniziò a collezionare e studiare la monetazione greca, la monetazione celtica della Gallia, la monetazione tolemaica, e altre.
Da questi studi ha tratto diverse pubblicazioni e tenuto periodiche conferenze alla "Utrechtsch Genootschap van Kunsten en Wetenschappen" (Società delle arti de scienza di Utrecht), di cui divenne socio nel 1863.
Tra le sue poche visite a collezioni numismatiche straniere, spiccano quelle del Musée des monnaies, médailles et antiques, la prima nel 1856 e le altre due, con Ernest Babelon, nel 1881 e nel 1884.
Mantenne anche i contatti con altri numismatici europei, come Barclay V. Head o lo Friedrich Imhoof Blumer, con il quale mantenne un rapporto non solo scientifico ma anche di amicizia.

## Vita privata
Nel 1856, Six si sposò con Catherina Teding van Berkhout (1834-1887). 
Un figlio, Jan Six (1857-1926), fu un riconosciuto storico dell'arte.
Jan Pieter Six è morto il 17 luglio del 1899 nella sua casa a Hilversum

## Riconoscimenti
Nel 1890 gli fu conferita la medaglia della Royal Numismatic Society.

## Pubblicazioni
La produzione scientifica di Jan Pieter Six fu realizzata per lo più sotto forma di articoli pubblicati sulle più significative riviste di numismatica del suo tempo; tuttavia, alcuni di questi articoli sono stati pubblicati anche da queste riviste come articoli separati indipendenti.
- (1863). Catalogue du cabinet de monnaies et médailles de l'Académie Royale des sciences à Amsterdam (con A. J. Enschedé). Frederik Muller, Amsterdam.
- (1875). Sur les premières monnaies de bronze émises à Syracuse. Estratto da Numismatic Chronicle. Royal Numismatic Society, Londres.
- (1877). Observations sur les monnaies phéniciennes. Estratto da Numismatic Chronicle. Royal Numismatic Society, Londres.
- (1878). Monnaies d'Hiérapolis en Syrie. Estratto da Numismatic Chronicle. Royal Numismatic Society, Londres.
- (1883). Aphrodite-Nemesis. Estratto da Numismatic Chronicle. Royal Numismatic Society, Londres.
- (1883). Du Classement des séries cypriotes. Estratto da Revue numismatique, Société française de numismatique, París.
- (1884). Le Satrape de Mazaïos. Estratto da Numismatic Chronicle. Royal Numismatic Society, Londres.
- (1885). Sinope. Estratto da Numismatic Chronicle. Royal Numismatic Society, Londres.
- (1886). L'Ère de Tyr. Estratto da Numismatic Chronicle. Royal Numismatic Society, Londres.
- (1887). Monnaies Lyciennes. Estratto da Revue numismatique, Société française de numismatique, París.
- (1897). Monnaies grecques, inédites et incertaines. Estratto da Numismatic Chronicle. Royal Numismatic Society, Londres.